# جيرالد ديفيز
جيرالد ديفيز (بالإنجليزية: Gerald Davies)‏ (29 يناير 1949 في المملكة المتحدة - ) هو لاعب كريكت أسترالي. لعب مع فريق تسمانيا للكريكت.

## وصلات خارجية
- جيرالد ديفيز على موقع إي آس بي آن كريك إنفو (الإنجليزية)